# سيدي موسى بن علي
سيدي موسى بن علي هي قرية وجماعة قروية تقع في عمالة المحمدية بجهة الدار البيضاء سطات، المغرب، وبلغ عدد سكانها 11.445 نسمة حسب الإحصاء العام للسكان والسكنى لسنة 2014.